# シダマ州
シダマ州（シダマしゅう、アムハラ語: ሲዳማ ክልል、英語: Sidama Region）は、エチオピアの州のひとつ。シダモ州（Sidamo）とも呼ばれる。州都はアワッサ。面積は6,700平方キロメートル、人口は約530万人（2023年7月推計）。シダマ人が多く住む。
西を南エチオピア州と、三方をオロミア州と接する。また南には南エチオピア州の飛び地のゲデオ県がある。
2020年6月18日、南部諸民族州のシダマ県とアワッサ行政市が分離、合併し成立した。

## 歴史
シダマ / シダモという名称を冠した行政区画は、現在と領域は異なるものの第二次世界大戦前から存在した。イタリア領東アフリカ時代の1936年に設置されたガラ＝シダモ県は、現在のガンベラ州、南部諸民族州、オロミア州南部にあたる広大な範囲を管轄していた。
イタリア撤退後、エチオピア帝国はシダモ州（Sidamo Province）を設置する。1978年（またはそれ以前）に州都をIrgalemからアワッサへ遷都。1987年9月の再編では州南部がボレナ州として分離したが、1991年にこれを再編入した。なおシダモ州時代の面積は約12万平方キロメートル（ボレナ州分離前）、約2万平方キロメートル（分離後）で、その大部分は現在オロミア州の一部となっている。
1994年12月、新憲法によってシダモ州は消滅し、新たに設置された南部諸民族州へ組み込まれた。同時に旧シダモ州領域のうち、アワッサを中心としてシダマ県が設置される。1994年の州は民族ごとに区分したものであったが、南部諸民族州はその名が指すように雑多な民族の集まりであり、民族的な統一はされなかった。そのため各民族は自民族による州設置を目指して各種運動を行った。特に同州で最も人口の多いシダマ人は独自の州の創設を切望しており、2018年4月に就任したアビィ・アハメド首相が住民投票を各県に提案するとシダマ県は早速議論を行い、他県を差し置いて7月19日に連邦政府へ住民投票の実施を要求した。
2019年11月20日、州設立を問う住民投票が実施され、賛成多数でシダマ人による州が設置されることが決定され、2020年6月18日にシダマ県は州へ昇格した。

## 下位区画
シダマ州は旧シダマ県とアワッサ市から成る。このうちシダマ県は廃止され、所属していた19郡（Woreda）は州の直轄下にある。
| 行政区画           | ラテン文字表記    | 面積 (km2) | 人口 (2023年) | 備考                            |
| ------------------ | ----------------- | ---------- | ------------- | ------------------------------- |
| シェベディノ郡     | Shebedino         | 197.07     | 326,871       |                                 |
| アワッサ・ズリア郡 | Hawassa Zuria     | 305.24     | 164,591       | Hawassaはアワッサの別称の一つ。 |
| アルベゴナ郡       | Arbegona          | 340.93     | 189,625       |                                 |
| デール郡           | Dale              | 276.88     | 366,034       |                                 |
| アレタ・ウェンド郡 | Aleta Wendo       | 230.50     | 282,689       |                                 |
| ダラ郡             | Dara              | 249.99     | 221,180       |                                 |
| フラ郡             | Hula              | 287.28     | 180,426       |                                 |
| ベンサ郡           | Bensa             | 551.24     | 348,682       |                                 |
| アロレサ郡         | Aroresa           | 681.82     | 220,547       |                                 |
| ボリチャ郡         | Boricha           | 588.05     | 346,371       |                                 |
| ゴルチェ郡         | Gorche            | 212.25     | 143,891       |                                 |
| マルガ郡           | Malga             | 206.74     | 151,146       |                                 |
| ウェンショ郡       | Wensho            | 179.49     | 121,596       |                                 |
| ロコ・アベヤ郡     | Loko Abeya        | 878.16     | 132,781       | Loko Abayaとも。                |
| チェレ郡           | Chere             | 366.12     | 162,774       |                                 |
| ブルサ郡           | Bursa             | 222.00     | 140,444       |                                 |
| チェコ郡           | Cheko             | 308.09     | 229,623       | Chukoとも。                     |
| ボナ・ズリア郡     | Bona Zuria Wereda | 229.87     | 169,262       |                                 |
| ウェンド・ゲネト郡 | Wendo Genet       | 226.45     | 240,182       |                                 |
| アワッサ市         | Awassa            | 157.21     | 577,075       |                                 |

## 住民
2007年国勢調査による民族構成は以下の通り。シダマ人が総人口の9割を占めている。
- シダマ人 - 2,875,896人 (90%)
- アムハラ人 - 96,209人 (3%)
- オロモ人 - 88,210人 (3%)

## 宗教
2007年国勢調査による民族構成は以下の通り。
- プロテスタント - 82.4%
- 正教会 - 5.2%
- イスラム教 - 4.9%
- カトリック - 3.1%
- アニミズム - 2.5%